# ズビグニェフ・ザマホフスキ
ズビグニェフ・ザマホフスキ （Zbigniew Zamachowski, 1961年7月17日 - ）は、ポーランド・ウッチ県出身の男優。

## 略歴
ウッチ県で演技を学び、1981年から俳優としてのキャリアをスタートさせ、1988年にクシシュトフ・キェシロフスキの『デカローグ』にキャスティングされて以来、キェシロフスキ映画に多く出演した。
彼はワルシャワの国立劇場のメンバーでもある。

## 主な出演作品
- 悪霊 Les Possédés （1988)
- デカローグ Dekalog (1988)
- コルチャック先生 Korczak（1990）
- トリコロール/白の愛 Trzy kolory: Bialy (1994)
- プルーフ・オブ・ライフ Proof of Life (2000)
- コンクエスタドール Wiedźmin (2001)
- 戦場のピアニスト The Pianist (2002)
- ふたつの名前を持つ少年 Lauf Junge lauf (2013)
- 杉原千畝 スギハラチウネ (2015)